# PGC 90628
LEDA/PGC 90628 ist eine Spiralgalaxie vom Hubble-Typ Sd im Sternbild Widder auf der Ekliptik. Sie ist schätzungsweise 356 Millionen Lichtjahre von der Milchstraße entfernt und hat einen Durchmesser von etwa 60.000 Lichtjahren. Vom Sonnensystem aus entfernt sich das Objekt mit einer errechneten Radialgeschwindigkeit von näherungsweise 7.900 Kilometern pro Sekunde.
Im selben Himmelsareal befinden sich unter anderem die Galaxien NGC 1024, NGC 1028, PGC 1385800, PGC 1385855.